# ひかりのくに
ひかりのくに株式会社（英称: Hikarinokuni.Co.,LTD.）は、大阪府大阪市天王寺区に本社を置く、保育絵本・雑誌、保育書籍の出版社並びに保育用品・教材の製造販売、保育士などの人材派遣企業である。

## 概要
1946年（昭和21年）、岡本美雄が大阪で、同社の前身となる「昭和出版」を創業。戦後混乱期にあって幼児向けの月刊「ひかりのくに」を出版。幼児向け絵本や保育従事者向け書籍などの出版業を展開する一方で、保育用品や遊具等の開発、販売に事業展開し、幼稚園・保育園等に向けては販売店を経由したカタログによる直接販売で業績を伸ばす。
同業他社が保育園等の施設経営者、保育士に対する営業開拓に後れをとったのに対し、同社は各地に展開する販売網による、きめ細やかなケアが功を奏し、保育業界におけるシェアを伸ばした。

### 主な出版物
- 幼児向け月刊絵本「ひかりのくに」「こどもとしぜん」「エースひかりのくに」「がくしゅうひかりのくに」「おはなしひかりのくに」「ぴこちゃんえほん」「オールリクエスト」「ひかりのくにプチパオ」
- 先生向け月刊雑誌「保育とカリキュラム」
- 絵本・児童向け図鑑
  - 過去には児童向けのテレビドラマ・アニメを題材にしたテレビ絵本も発行していた。
- 幼児教育書
- 冠婚葬祭・介護などの教養書

## 沿革
- 1946年1月 - 昭和出版株式会社として創業。月刊教育絵本「ひかりのくに」創刊。
- 1952年2月 - ひかりのくに昭和出版株式会社に改称。
- 1970年7月 - ひかりのくに株式会社に改称。
- 1975年7月 - 大阪府摂津市に物流倉庫を建設し、関連会社「株式会社大阪出版流通センター」を設立
- 1978年9月 - 関連会社「株式会社九州ひかりのくに」を設立。
- 1990年4月 - 「学校法人ひかり学園」を設立、「美山幼稚園」開園。
- 2001年11月 - 幼稚園・保育園への人材派遣「ひかりのくにキッズスタッフ」業務開始。
- 2005年11月 - 通信販売「メルパオ」業務開始。
- 2014年4月 - 学校法人ひかり学園、保育園を増設し、認定こども園美山こども園を開園。
- 2019年12月 - 株式会社ヒルマを子会社化[2]。

## 支社・営業所
支社
- 東京支社 - 東京都板橋区高島平6-1-1

営業所
- 札幌営業所
- 仙台営業所
- 南栃木営業所
- 西埼玉営業所
- 千葉営業所
- 東京営業所
- 多摩営業所
- 横浜営業所
- 新潟営業所
- 岐阜営業所
- 静岡営業所
- 浜松営業所
- 名古屋営業所
- 豊橋営業所
- 名四営業所
- 大阪営業所
- 南大阪営業所
- 北大阪営業所
- 神戸営業所
- 姫路営業所
- 阪神営業所
- 奈良営業所
- 岡山営業所
- 広島営業所
- 山口営業所
- 松山営業所
- 高知営業所
- 宮崎営業所
- 鹿児島営業所
- 沖縄営業所

九州ひかりのくに
- 株式会社九州ひかりのくに - 福岡市博多区山王2-5-6
- 北九州営業所
- 福岡営業所
- 久留米営業所
- 長崎営業所